# Ioana Both
Ioana Bot (n. 3 mai 1964, Cluj-Napoca ) este pseudonimul literar al Ioanei Bican, critic și istoric literar, eseist și eminescolog român.

## Biografie
Este fiica profesorului universitar Nicolae Bot, folclorist clujean și soția lui Florin Bican, scriitor și traducător. Absolventă a Liceului „Ady-Șincai” din Cluj, și apoi a Facultății de Litere a Universității „Babeș-Bolyai” din Cluj, în 1986. În 1997 devine doctor al aceleiași universități. Este profesor universitar, editor, traducător. În anii studenției a fost membră a cenaclului „Echinox”, și în perioada 1986-1987 redactor al revistei care purta denumirea cenaclului. Debutează în revista „Echinox” (1982) și editorial, în 1990, cu volumul Eminescu și lirica românească de azi, la Editura Dacia.

## Volume publicate
- Eminescu și lirica românească de azi, Cluj, Ed. Dacia, 1990.
- Trădarea cuvintelor, eseu, București, Ed. Didactică și Pedagogică, 1997.
- D. Caracostea, teoretician și critic literar, București, Ed. Minerva, 1999.
- Jurnal elvețian. În căutarea latinei pierdute, Cluj, Casa Cărții de Știință, 2003.
- Histoires litteraires. Litterature et ideologie dans l'histoire de la liiteraure roumaine, Cluj, Centrul de Studii Transilvane, 2003.
- Semne de carte. Eseuri de istorie literară românească, Cluj, Ed. Limes, 2004.
- Sensuri ale perfecțiunii. Literatura cu formă fixă ca incercare asupra limitelor limbajului, Cluj, Casa Cărții de Știință, 2006.
- Eminescu explicat fratelui meu, București, Ed. Art, 2012
- Autoportret cu principii, Cluj-Napoca, Casa Cărții de Știință, 2015

## Volume colective
- Care-i faza cu cititul?, coord. de Liviu Papadima - Florin Bican, Paul Cernat, Ioan Groșan, Dan Lungu, Robert Șerban, Rodica Zane, Cezar Paul Bădescu, Laura Grunberg, Călin-Andrei Mihăilescu, Dan Sociu, Cristian Teodorescu, Călin Torsan, Ioana Bot, Mircea Cărtărescu, Fanny Chartres, Vasile Ernu, Bogdan Ghiu, Simona Popescu, Vlad Zografi, George Ardeleanu, Neaju Djuvara, Caius Dobrescu, Ioana Nicolaie, Ioana Pârvulescu, Doina Ruști; Ed. Art, 2010;
- Prietenii noștri imaginari, coord. de Nadine Vlădescu - Ana Dragu, Dan C. Mihăilescu, Iulian Tănase, Ioana Bot, Șerban Foarță, Robert Șerban, Elena Vlădăreanu, Emil Brumaru, Marin Mălaicu-Hondrari, Antoaneta Ralian, Nadine Vlădescu, Florin Bican, Monica Pillat; Ed. Humanitas, 2015;

## Afilieri
- Membră a Uniunii Scriitorilor din România

## Premii
- Premiul de debut pentru critică literară al Uniunii Scriitorilor din România (1990)
- Premiul „Henri Jacquier” al Centrului Cultural Francez din Cluj (2003)

## Legături externe
- Curriculum vitae pe site-ul Universității din Cluj Arhivat în 1 mai 2006, la Wayback Machine.